# Paragomphus henryi
Paragomphus henryi – gatunek ważki z rodziny gadziogłówkowatych (Gomphidae).